# Унутрашња подјела шума

## КЛАСИФИКАЦИОНЕ ЈЕДИНИЦЕ

### Основни тип шума
Основни типови шума се формирају на основу проведених педолошких и вегетацијских картирања. Шумске састојине на једном типу земљишта сврставају се у један основни тип шума.

### Производни тип шума
Производни тип шума настаје спајањем основних типова шуме за које се може одредити исти производни циљ газдовања. Спајањем површина шума једног производног типа унутар једне привредне јединице настају газдинске класе. У случају када је производни тип заступљен са мање од два процента површине високих шума у шумскопривредном подручју, припаја се другом сродном производном типу шуме, односно газдинској класи.

### Газдинска класа
Газдинска класа је еколошко-производна, а истовремено и просторна уређајна јединица шума. Дијелови једне газдинске класе могу бити географски дисконтинуирани унутар економске јединице. Газдинске класе се формирају на основу проведених педолошких и вегетацијских картирања и других истраживања, издвајања шумских састојина на основу тих картирања и њиховог сврставања у производне типове шума. Једна газдинска класа обухвата, по правилу, шумске састојине које припадају једном производном типу шуме.
Поред претходно наведеног критерија, при формоирању газдинских класа високих шума са природном обновом као посебан критеријум узима се степен деградираности шуме и земљишта. Дијелови високих шума у којим се због великог степена деградираности не може обезбиједити природна обнова, издвајају се на терену, обиљежавају у посебне шумске састојине и сврставају у високе деградиране шуме. То су дијелови високих шума у којима је степен склопа 0,4 или мањи за врсте дрвећа сјенке, односно 0,3 или мањи за врсте дрвећа свјетла, гдје је бонитет станишта пети или четврти, гдје је земљиште до те мјере закоровљено или еродирано да нема никаквих услова за природно обнављање и гдје величина тих дијелова износи 5 хектара или више.

### Категорије шума
Према заступљености врста дрвећа и способности земљишта за пошумљавање газдинске класе се сврставају у сљедеће шире категорије шума и шумског земљишта:
- Високе шуме са природном обновом,
- Високе деградиране шуме,
- Шумске културе,
- Изданачке шуме,
- Површине подесне за пошумљавање и газдовање и
- Површине неподесне за пошумљавање и газдовање.

## УРЕЂАЈНЕ ЈЕДИНИЦЕ

### Одсјек
Одсјек је дио шуме неке минималне површине, довољне унутрашње хомогености, која се својим елементима структуре толико разликује од околине да то захтијева нарочит узгојни поступак. Одсјек је јединица на којој се планирају и изводе радови на узгоју шума. Обично одјел има један или више одсјека. Код преборног система газдовања шумама површина одсјека је једнака површини одјела.

### Одјељење (одјел)
Одјељења су најмање трајне јединице просторне подјеле шума, а формирају се у циљу прегледности и прецизности рада на искоришћавању шума. Подјела шума на одјељења зависи од карактеристика рељефа самог терена као и од густине мреже саобраћајница.

### Привредна јединица
Привредна јединица (економска јединица) представља територијалну цјелину шуме и шумског земљишта, а обухвата шумске комплексе или њихов дио. Представља економски и природно заокружену цјелину, а формира се на основу економских, станишних, географских и других услова, којима се обезбјеђује цјелина подручја, трајности приноса и прихода од шума, отвореност и остале функције шума. Шумскопривредно подручје представља најужу територијалну јединицу у чијим оквирима се може одрживо газдовати шумама.

### Шумскопривредно подручје
Шумскопривредно подручје је функционална цјелина, која се формира ради одрживог газдовања, планирања и усмјеравања развоја шума и шумског земљишта. Обухвата више привредних јединица и обично настаје око већих градова, жељезнице, лука или дрвопрерађивачких постројења, тј. условљено је тржиштем.
Према законској регулативи за шумскопривредно подручје као цјелину ради се шумскопривредна основа, која је прије свега, инструмент за регулисање газдовања шумама на подручју на принципима трајности газдовања шумама.